# Шахтёр (футбольный клуб, Пешелань)
«Шахтёр»— российский футбольный клуб из посёлка Пешелань Арзамасского района Нижегородской области. Основан в 1998 году.

## История
Футбол в Пешелань пришел в конце шестидесятых, когда местный председатель профсоюзного комитета Гуляев решил организовать футбольную команду. Однако в конце семидесятых интерес к футболу в городе стал падать, и футбольная команда распалась. Второе рождение команда обрела в 1998 году. Энтузиасты-рабочие Пешеланского гипсового завода сформировали новую команду.
До 2003 года команда носила название «Декор», в 2002 году заняла 6-е место, а в 2003 «Шахтёр» одержал победу во второй лиге первенства Нижегородской области. В следующем году стал третьим призёром первой лиги и перешёл в высшую лигу. В год дебюта в чемпионате Нижегородской области команда стала второй, повторив этот результат в следующих двух сезонах.
В 2008 году клуб заявился в третий дивизион, зону «Приволжье», получив статус дубля нижегородской «Волги» и, играя под названием «Шахтёр-Волга-Д», занял 3-е место, через год уже с прежним названием «Шахтёр» повторив результат.
В 2010 году выиграл чемпионат и кубок Нижегородской области. В 2012 году стал чемпионом России среди любительских команд, также выиграв первенство зоны «Приволжье», а также кубок, суперкубок и бронзовые медали чемпионата области.
В сезоне 2014 года выступал под названием «Шахтёр-Волга-Олимпиец», будучи объединённым с командой «Волга-Олимпиец» Нижний Новгород (в то время являвшейся фарм-клубом нижегородской «Волги»). В том же году дебютировал в Кубке России, уступив на своём поле ульяновской «Волге» в серии послематчевых пенальти со счётом 3:5 (основное время — 1:1, после дополнительного — 2:2).
В 2015 году последовательно обыграв команды «Волга-Олимпиец» (1:1, по пенальти, на своём поле) и «Химик» Дзержинск (1:0, в гостях), вышел в 1/32 финала кубка страны, где должен был встретиться с ярославским «Шинником» — клубом Футбольной национальной лиги, на своём поле. Однако из-за отсутствия нужных сертификатов у домашнего стадиона «Шахтёр» РФС запретил проводить игру в Пешелани, матч был отложен и перенесён в Дзержинск. Пропустив быстрый гол, «Шахтёр» затем повёл в счёте, основное время завершилось вничью, в итоге «Шинник» выиграл со счётом 3:2, забив победный мяч за минуту до окончания дополнительного времени.
В 2018 году, объединившись с ФК «Арзамас», стал представлять одноимённый город, выиграл в 2018 году чемпионат, кубок и суперкубок области. В 2020 году объединился с «Атлантом» из Шатков (который в 2019 году стал победителем первенства Нижегородской области в Первой лиге). С 2021 года клуб вновь носит название «Шахтёр» Пешелань.

## Достижения
Чемпионат Нижегородской области
- Победитель (4) — 2010, 2015, 2018, 2023
- Серебряный призёр (8) — 2005, 2006, 2007, 2012, 2017, 2019, 2021, 2022

Кубок Нижегородской области
- Обладатель (11) — 2007, 2010, 2011, 2012, 2015, 2016, 2017, 2018, 2022, 2023, 2024

Суперкубок Нижегородской области
- Обладатель (5) — 2011, 2012, 2015, 2017, 2018[3][18]

Третий дивизион первенства России, зона «Приволжье»
- Победитель (2) — 2012, 2013
- Серебряный призёр (1) — 2014
- Бронзовый призёр (2) — 2008, 2009

Третий дивизион первенства России, финальный турнир
- Победитель (1) — 2012

Кубок России
1/32 финала (1) — 2015/16